# UFC 195
UFC 195: Lawler vs. Condit（ユーエフシー・ワンナインティファイブ：ローラー・バーサス・コンディット）は、アメリカ合衆国の総合格闘技団体「UFC」の大会の一つ。2016年1月2日、ネバダ州ラスベガスのMGMグランド・ガーデン・アリーナで開催された。

## 大会概要
本大会ではロビー・ローラーとカーロス・コンディットによるUFC世界ウェルター級タイトルマッチが組まれた。
Legacy FCウェルター級王者アレックス・モロノがUFCデビュー。

### カード変更
負傷などによるカードの変更は以下の通り。
- ラッセル・ドーン → ジョー・ソト（第2試合）

- エリック・コク → スコット・ホルツマン（第4試合）

- ケルヴィン・ガステラム → アレックス・モロノ（第6試合）

- ロンダ・ラウジー vs. ホリー・ホルム → UFC 193に移動

- ニール・マグニー vs. スティーブン・トンプソン → 両者の移動により中止

## 試合結果

### アーリープレリム
第1試合 ウェルター級ワンマッチ 5分3R
○  シェルドン・ウェストコット vs.  エドガー・ガルシア ×
1R 3:12 TKO（パウンド）
第2試合 バンタム級ワンマッチ 5分3R
○  田中路教 vs.  ジョー・ソト ×
3R終了 判定2-1（29-28、28-29、29-28）
第3試合 ライト級ワンマッチ 5分3R
○  ダスティン・ポイエー vs.  ジョセフ・ダフィー ×
3R終了 判定3-0（30-26、30-27、30-27）

### プレリミナリーカード
第4試合 ライト級ワンマッチ 5分3R
○  ドリュー・ドーバー vs.  スコット・ホルツマン ×
3R終了 判定3-0（29-28、29-28、29-28）
第5試合 女子ストロー級ワンマッチ 5分3R
○  ジャスティン・キッシュ vs.  ニーナ・アンサロフ ×
3R終了 判定3-0（29-28、30-27、30-27）
第6試合 ウェルター級ワンマッチ 5分3R
○  アレックス・モロノ vs.  カイル・ノーク ×
3R終了 判定2-1（29-28、27-30、29-28）
第7試合 バンタム級ワンマッチ 5分3R
○  マイケル・マクドナルド vs.  金原正徳 ×
2R 2:09 リアネイキドチョーク

### メインカード
第8試合 ライト級ワンマッチ 5分3R
○  アベル・トルヒーヨ vs.  トニー・シムズ ×
1R 3:18 ギロチンチョーク
第9試合 フェザー級ワンマッチ 5分3R
○  ブライアン・オルテガ vs.  ディエゴ・ブランダオン ×
3R 1:37 三角絞め
第10試合 ウェルター級ワンマッチ 5分3R
○  アルバート・トゥメノフ vs.  ロレンズ・ラーキン ×
3R終了 判定2-1（29-28、28-29、29-28）
第11試合 ヘビー級ワンマッチ 5分3R
○  スティーペ・ミオシッチ vs.  アンドレイ・アルロフスキー ×
1R 0:54 TKO（右フック→パウンド）
第12試合 UFC世界ウェルター級タイトルマッチ 5分5R
○  ロビー・ローラー vs.  カーロス・コンディット ×
5R終了 判定2-1（47-48、48-47、48-47）
※ローラーが2度目の防衛に成功。

### 各賞
ファイト・オブ・ザ・ナイト： ロビー・ローラー vs. カーロス・コンディット
パフォーマンス・オブ・ザ・ナイト： スティーペ・ミオシッチ、マイケル・マクドナルド
各選手にはボーナスとして5万ドルが支給された。